# 居拉
居拉（法語：Gurat，法語發音：[ɡyʁa]）是法国夏朗德省的一个市镇，位于该省南部，属于昂古莱姆区。

## 地理
居拉（45°25'46"N, 0°16'11"E）面积16.03 平方千米，位于法国新阿基坦大区夏朗德省，该省份为法国西部内陆省份，北起德塞夫勒省和维埃纳省，东临上维埃纳省，东南至多尔多涅省，南至多爾多涅省，西接滨海夏朗德省。
与居拉接壤的市镇（或旧市镇、城区）包括：布朗扎盖-圣西巴尔、龙斯纳克、沃拉瓦莱特、维勒布瓦拉瓦莱特、香槟和方丹、旺杜瓦尔、蒙莫罗、布瓦内拉蒂德。

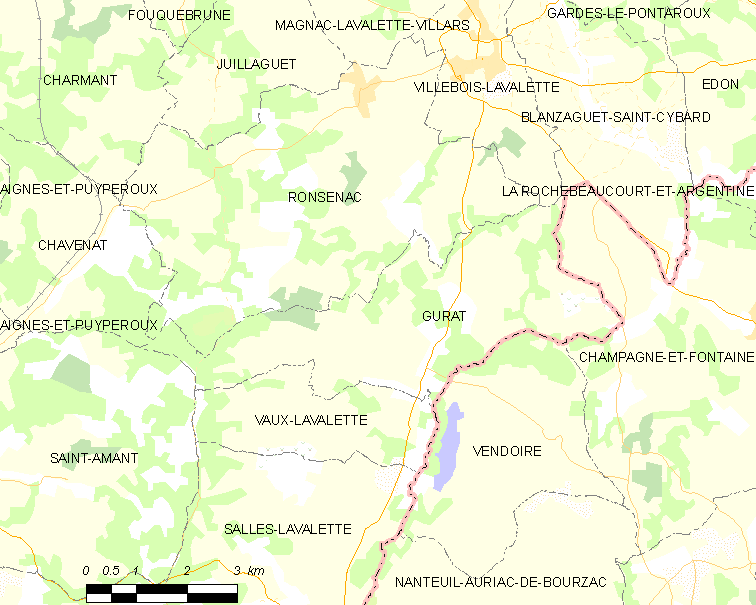
居拉的OSM定位图

居拉的时区为UTC+01:00、UTC+02:00（夏令时）。

## 行政
居拉的邮政编码为16320，INSEE市镇编码为16162。

## 政治
居拉所属的省级选区为蒂德-拉瓦莱特县。

## 人口

1962-2008年间居拉人口变化图示

居拉于2022年1月1日时的人口数量为184人。